# Piloprepes
Piloprepes é um gênero de traça pertencente à família Agonoxenidae.